# 片山侑紀
片山 侑紀（かたやま ゆうき、1983年11月26日 -）は、シー・フォルダ所属のフリーアナウンサー。元とちぎテレビアナウンサー。元NHK函館放送局契約キャスター。

## 人物・経歴
- 福井県生まれ、東京都育ち[4]。
- 趣味・特技に上げる剣道は3段の腕前[3]。得意技は小手。
- 2006年、NHK函館放送局の契約キャスターとなり2009年春まで勤務[1]。
- 2009年4月よりとちぎテレビのアナウンサーとなる。とちぎテレビでの同期は萬代裕子[1]。
- 2012年春、とちぎテレビを退局、シー・フォルダ所属となる。
- 2013年4月より「NEWSとちぎの朝」に出演開始。再びとちぎテレビにも登場するようになる。

## 担当番組

### 現在担当中の番組
- おはよう!とちぎの朝 （とちぎテレビ）[3]
  - 木曜日、金曜日担当[5]
- U字工事のLet'sかるたビーノ（とちぎテレビ）[3]
- J-WAVEニュースルーム ニュース・天気・交通情報・鉄道運行情報 （J-WAVE）[3]
  - 月曜日 5時台 - 10時台前半（※ ZAPPA、J-WAVE TOKYO MORNING RADIO、POP UP!の番組内）
  - 土曜日 10時台後半 - 16時台前半 （※ RADIO DONUTS、SEASONS、J-POP SATURDAYの番組内）
  - 日曜日 5時台 - 10時台前半 （※ZAPPA、WONDER VISION、SMILE ON SUNDAYの番組内）[6]
- 地域情報便じもっと! （YCV 横浜ケーブルビジョン）[3]

### 過去の出演

#### とちぎテレビ
- NEWSとちぎの朝[7]
- イブニング6[3]
- プロバスケッボール・リンク栃木ブレックス試合中継[3]

#### NHK函館放送局
いずれも不定期出演
- ほっからんど北海道[3]
- 道南ニュース645[3]
- どどんと道南ラジオ[7]

ほか